# Columbano (nombre)
Columbano es un nombre propio masculino de origen latino en su variante en español. Proviene del latín columba (paloma), significando "como una paloma".

## Santoral
23 de noviembre: San Columbano.

## Variantes
- Femenino: Columba, Paloma.

### Variantes en otros idiomas
| Variantes en otras lenguas | Variantes en otras lenguas |
| -------------------------- | -------------------------- |
| Español                    | Columbano                  |
| Alemán                     | Columban                   |
| Bretón                     | Koulman                    |
| Catalán                    | Columbà                    |
| Euskera                    | Kolumban                   |
| Francés                    | Colomban                   |
| Holandés                   | Columbanus                 |
| Húngaro                    | Kolumbán                   |
| Inglés                     | Columbanus                 |
| Italiano                   | Colombano                  |
| Latín                      | Columbanus                 |
| Polaco                     | Kolumban                   |
| Portugués                  | Columbano                  |
| Ruso                       | Колумбан (Kolumban)        |
| Sueco                      | Columbanus                 |